# Czesław Duma

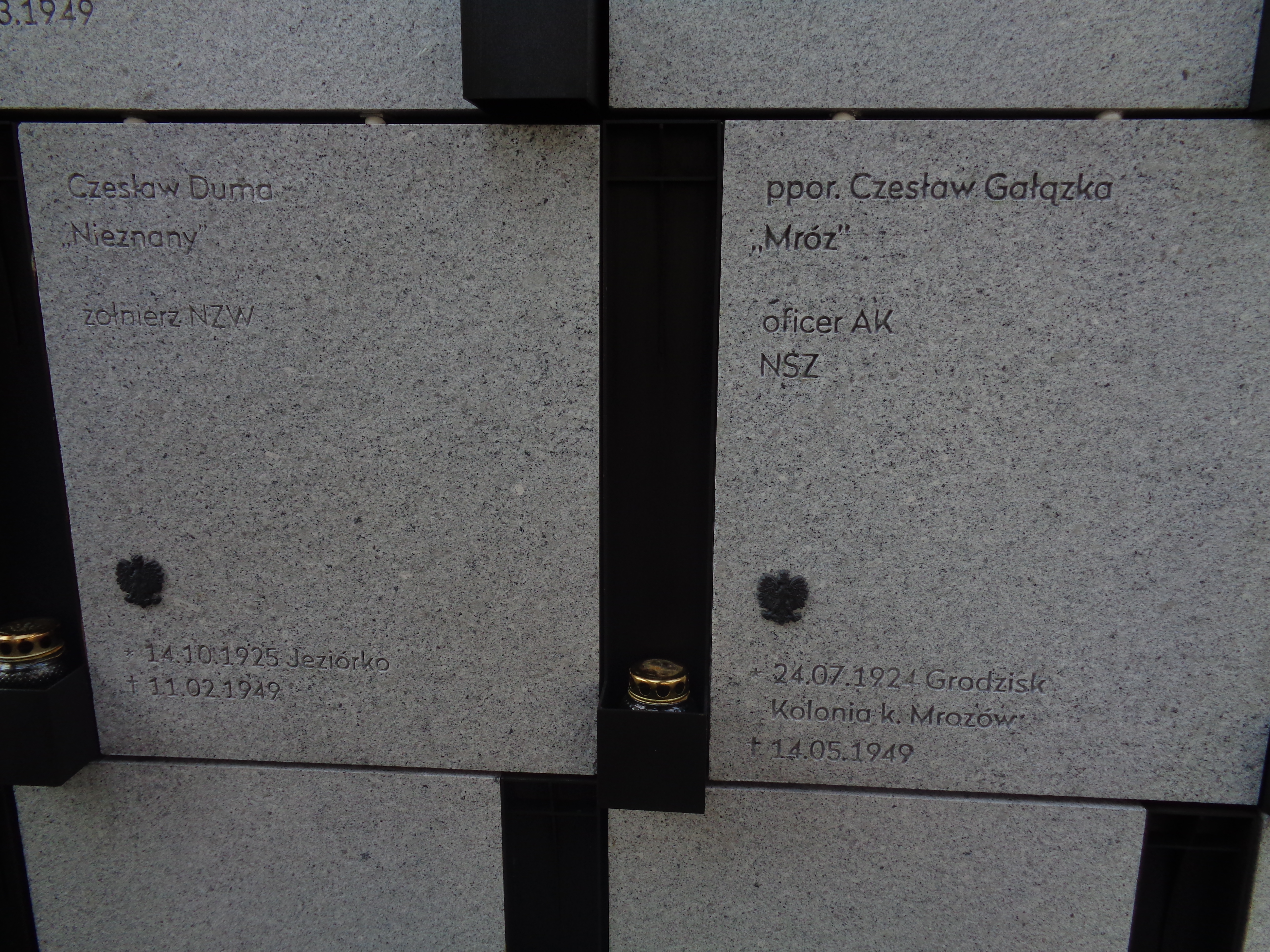
Grób Czesława Dumy na Cmentarzu Wojskowym na Powązkach

Czesław Duma pseud. „Nieznany” (ur. 14 października 1925 w Jeziórku w powiecie tarnobrzeskim, zm. 11 lutego 1949 w więzieniu mokotowskim w Warszawie) – polski żołnierz powojennego podziemia antykomunistycznego w ramach Narodowego Zjednoczenia Wojskowego (NZW).

## Życiorys
Był synem Józefa i Weroniki z domu Maciuba. W styczniu 1947, Duma wstąpił do oddziału Bolesława Szyszki ps. „Klon”, podlegającego Komendzie XVI Okręgu NZW. Od lutego 1948 po reorganizacji struktury okręgu przez Józefa Kozłowskiego ps. „Las”, Czesław Duma był zastępcą komendanta Komendy Powiatowej „Płomień I” – Henryka Pyśka ps. „Dąb II” obejmującej powiaty przasnyski i ostrołęcki. Po zatrzymaniu w dniu 10 sierpnia 1948 został 28 października tego samego roku skazany na karę śmierci wyrokiem Wojskowego Sądu Rejonowego w Warszawie na sesji wyjazdowej w Chorzelach. Wyrok wykonano 11 lutego 1949 w więzieniu mokotowskim w Warszawie. Jego szczątki zostały odnalezione przez zespół Instytutu Pamięci Narodowej w 2013 na terenie tzw. Kwatery „na Łączce” – Cmentarza Wojskowego na Powązkach w Warszawie. Identyfikacja została potwierdzona – 21 kwietnia 2017 podczas uroczystości w Pałacu Prezydenckim w Warszawie.